# Gran Premio (programma televisivo 1990)
Gran Premio è stato un programma televisivo di varietà trasmesso dall'8 febbraio al 17 maggio 1990 per quattordici puntate su Rai 1 e condotto da Pippo Baudo con le coreografie di Chiara Ajkun e la regia di Gino Landi, in onda dagli studi Dear.

## Caratteristiche
In ogni puntata della trasmissione si svolgeva una gara tra dodici squadre provenienti da diverse regioni, presentate in una trasmissione denominata Anteprima Gran Premio il 1º febbraio 1990. Andarono inoltre in onda 50 puntate speciali del programma, dal lunedì al venerdì, denominate Gran Premio pausa caffè, dal 5 marzo all'11 maggio 1990.
Ogni squadra raccoglieva varie categorie di giovani artisti (cantanti, imitatori, ballerini, ecc.) che gareggiavano tra loro per farsi conoscere ed affermarsi. Tra i giovani artisti lanciati dalla trasmissione vi furono: il gruppo musicale dei Tazenda, che l'anno successivo partecipò al Festival di Sanremo in coppia con Pierangelo Bertoli; Francesco Scimemi, mago comico, che sarà ospite e conduttore di molti programmi televisivi degli anni '90; Chiara Ajkun, coreografa attualmente attiva a New York, Alessandra Drusian del gruppo dei Jalisse, vincitori del Festival di Sanremo 1997; Aldo Baglio e Giovanni Storti; Paolo Vallesi, Bungaro, il comico Pino Campagna.
È inoltre rimasta memorabile la puntata del 30 aprile 1990, quando Pippo Baudo venne colpito da una torta in faccia mentre stava cantando, insieme a Renato Zero e Franco Franchi, il brano Tre somari e tre briganti; quel momento venne in seguito riproposto numerose volte, a partire da Blob.

## Gara
La gara era suddivisa in tre gruppi di quattro squadre ciascuno:
- Gruppo A, composto dalla Scala (Lombardia), dal Sole (Sicilia), dalla Torre (Emilia-Romagna e Marche) e dall'Ulivo (Toscana e Umbria)
- Gruppo B, composto dal Corallo (Sardegna), dal Leone (Veneto), dalla Stella (Piemonte e Valle d'Aosta) e dalla Vela (Campania e Basilicata)
- Gruppo C, composto dalla Caravella (Liguria), dal Castello (Friuli-Venezia Giulia e Trentino-Alto Adige), dalla Fontana (Lazio, Abruzzo e Molise) e dalla Spiga (Puglia e Calabria).

Passano le prime due squadre di ogni girone, che si sfidano in tre semifinali. Le vincenti partecipano alla finale.

## Svolgimento della gara

### Eliminatorie
- Prima puntata: Scala batte Torre, Sole batte Ulivo
- Seconda puntata: Stella batte Leone, Corallo batte Vela
- Terza puntata: Castello batte Caravella, Spiga batte Fontana
- Quarta puntata: Corallo batte Stella, Vela batte Leone
- Quinta puntata: Sole batte Scala, Torre batte Ulivo
- Sesta puntata: Spiga batte Castello, Fontana batte Caravella
- Settima puntata: Vela batte Stella, Corallo batte Leone. Classifica finale: Corallo 3 pt, Vela 2 pt, Stella 1 pt, Leone 0 pt.
- Ottava puntata: Sole batte Torre, Scala batte Ulivo. Classifica finale: Sole 3 pt, Scala 2 pt, Torre 1 pt, Ulivo 0 pt.
- Nona puntata: Caravella batte Spiga, Fontana batte Castello. Classifica finale: Spiga e Fontana 2 pt, Castello e Caravella 1 pt.

### Semifinali
- Decima puntata: Corallo - Scala 190-130
- Undicesima puntata: Sole batte Fontana
- Dodicesima puntata: Spiga - Vela 177-143

### Finale
- Tredicesima puntata: 1° Corallo 349 punti, 2° Sole 266 punti, 3° Spiga 221 punti.

## Ascolti TV
| Puntata         | Telespettatori | Share  |
| --------------- | -------------- | ------ |
| 8 febbraio 1990 | 8.459.000      | 35,11% |